# ليون زاك
ليون زاك (بالروسية: Зак, Лев Васильевич)‏ (بالفرنسية: Léon Zack)‏ هو نحات ورسام ورسام توضيحي وشاعر روسي وفرنسي، ولد في 12 يوليو 1892 في نيجني نوفغورود في روسيا، وتوفي في 30 مارس 1980 في فانف في فرنسا.

## وصلات خارجية
- ليون زاك على موقع الموسوعة البريطانية (الإنجليزية)